# Ron Dwight
Ron Dwight (Anglia, 1944. – Finnország, Kirkkunumi, 2002. március 31.) informatikus, a FidoNet koordinátora, a WinRAR program szerzője.
Ron Dwight 1989–1994 között a FidoNet Zone2 (Európa) koordinátora volt. Erre az időszakra esett a FidoNet európai virágzása, a tagok és a hírcsoportok száma nagy mértékben nőtt, ami a problémás, megoldandó esetek számában is jelentkezett. Dwight koordinátorságát leginkább „karizmatikusként” lehetett leírni: sokan szinte gyűlölték, mások szinte istenként tisztelték, de az, hogy kiállt és harcolt a véleményéért, a hálózat közösségének fejlődését is biztosította, segítve ezzel a FidoNet értékeinek megőrzését. Utódja – Ward Dossche – emlékezett, hogy a tisztségváltás után nem haraggal hátráltatta, hanem támogatással segítette az új koordinátort.
Ron Dwight készítette a WinRAR programot is, ami a RAR tömörítési algoritmus mellett kezelte a többi, elterjedt formátumot is, és így egy egységes, könnyen kezelhető felületet alkotott, amit évtizedekig elterjedten használtak.
Feleségével a finnországi Kirkkunumiban lakott. A Softronic Oy finn cég elnöke volt haláláig, ami többek között a WinRAR programot is forgalmazta.
Szívinfarktusban hunyt el. Haláláról a FidoNews – a FidoNet „hivatalos” lapja – egy neki dedikált kiadásban tudósított.